# Harcourt
Harcourt es una localidad y comuna francesa situada en la región de Alta Normandía, departamento de Eure, en el distrito de Bernay y cantón de Brionne.

## Véase también

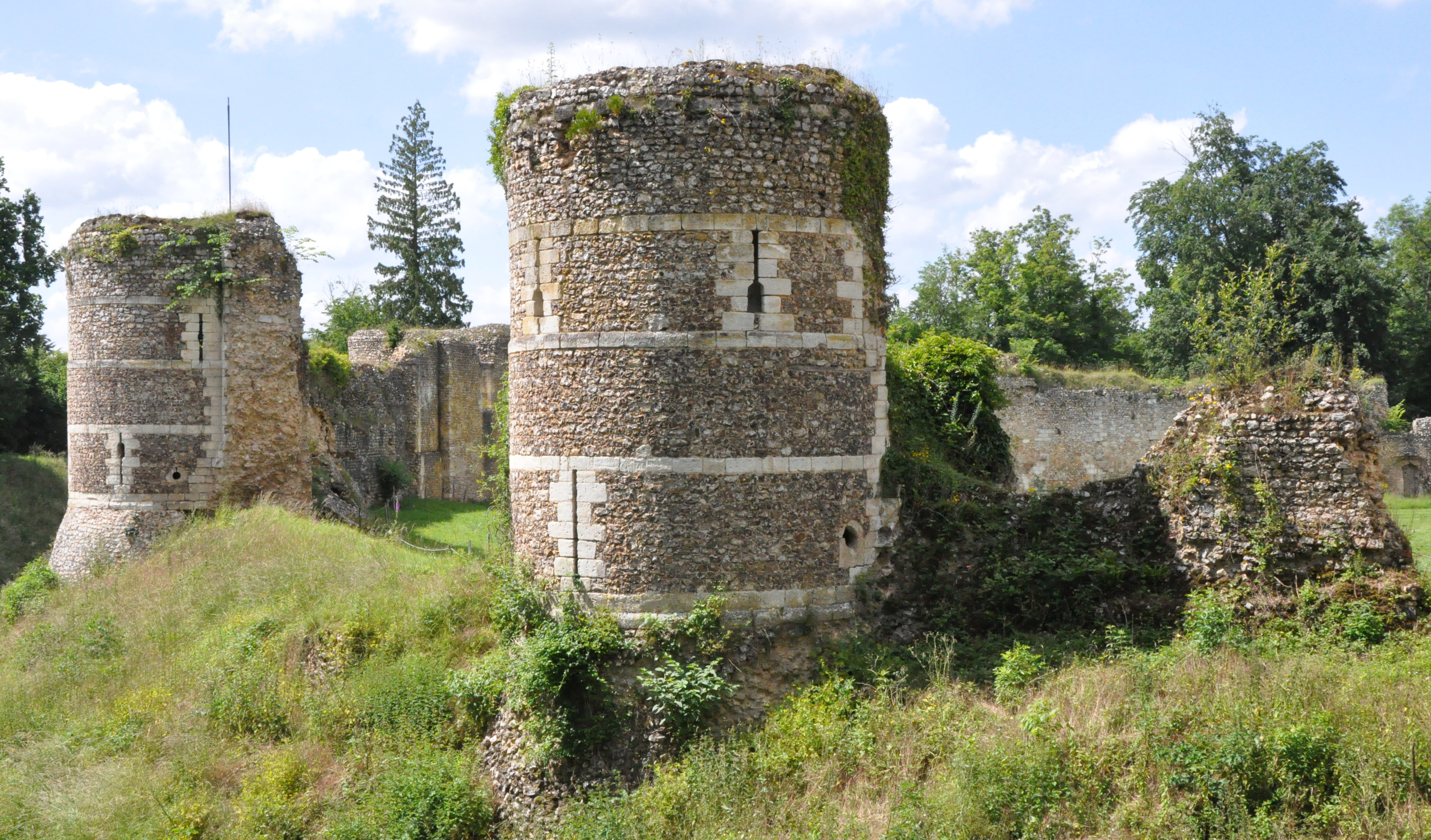
antiguo castillo.

## Demografía
| 925 | 933 | 935 | 934 | 957 | 909 | 908 | 907 | 977 | 1068 | 1076 |
| Para los censos de 1962 a 1999 la población legal corresponde a la población sin duplicidades (Fuente: INSEE [Consultar]) |     |     |     |     |     |     |     |     |      |      |